# Карвансара (Урмія)
Карвансара (перс. كاروانسرا) — село в Ірані, входить до складу дехестану Південний Барандузчай у Центральному бахші шахрестану Урмія провінції Західний Азербайджан.